# 고자 (한자)
고자(古字)는 고대 한자 글자를 가리킨다.

## 예시
| 고자 | 정자 | 훈과 음 |
| ---- | ---- | ------- |
| 弌   | 一   | 한 일   |
| 弍   | 二   | 두 이   |
| 弎   | 三   | 석 삼   |
| 亖   | 四   | 넉 사   |
| 㐅   | 五   | 다섯 오 |
| 咲   | 笑   | 웃을 소 |
| 丄   | 上   | 위 상   |
| 丅   | 下   | 아래 하 |
| 埜   | 野   | 들 야   |
| 歬   | 前   | 앞 전   |

## 같이 보기
- 정체자
- 간체자
- 약자